# Justicia turipachensis
Justicia turipachensis är en akantusväxtart som beskrevs av T.F. Daniel. Justicia turipachensis ingår i släktet Justicia och familjen akantusväxter. Inga underarter finns listade i Catalogue of Life.